# Dropship: United Peace Force
Dropship: United Peace Force är en flygsimulator från 2002 till Playstation 2. Spelaren antar rollen som en pilot ur det så kallade United Peace Force, en fiktiv multinationell militärorganisation som ansvarar för kampen mot terrorismen och organiserad brottslighet över hela världen. Spelet utspelar sig år 2050. Spelet innehåller olika futuristiska luftfarkoster, från snabba stridsflygplan till långsamma transportflygplan. Spelet innehåller även banor där spelaren kan köra Pansarskyttefordon.